# 1988年冬季残疾人奥林匹克运动会波兰代表团
1988年冬季残疾人奥林匹克运动会波兰代表团是波兰派出的1988年冬季残疾人奥林匹克运动会代表团。获得1枚金牌、1枚银牌和6枚铜牌。